# Пуурунен, Пааво
Пааво Пуурунен (фин. Paavo Puurunen; 28 августа 1973, Кухмо, Оулун) — финский биатлонист, чемпион мира, имеет в своём активе также один старт в кубке мира по лыжным гонкам. Завершил карьеру в сезоне 2010/2011 годов.

## Биография
Пааво начал заниматься биатлоном с 1982 года. После Олимпиады 1994 года в Лиллехаммере он попал в состав основной сборной Финляндии по биатлону и начал выступать на этапах Кубка мира. Первым успешным сезоном Пааво Пуурунена можно назвать сезон 1997/1998, когда он занял тринадцатое место в общем зачёте Кубка мира, а на зимних Олимпийских играх в Нагано занял девятое место в спринте. В последующие годы он выступает стабильно, входит в число тридцати лучших биатлонистов мира и считается лидером финской сборной. Наивысшим достижением Пуурунена является первое место в индивидуальной гонке Чемпионата мира 2001 года в Поклюке. Неслучайность своего успеха Пааво подтвердил два года спустя, когда занял третье место в гонке преследования на Чемпионате мира в Ханты-Мансийске. На зимних Олимпийских играх 2006 года в Турине Пааво Пуурунен остался в шаге от медали, отстреляв без единого промаха, но в итоге занял только четвёртое место в масс-старте.
Принял участие в соревнованиях по биатлону в рамках зимних Всемирных военно-спортивных игр 2010 года, где выиграл «бронзу» в командном зачёте спринта.

## Кубок мира
- 1995—1996 — 43-е место
- 1997—1998 — 33-е место (60 очков)
- 1998—1999 — 27-е место (100 очков)
- 1999—2000 — 19-е место (179 очков)
- 2000—2001 — 33-е место (150 очков)
- 2001—2002 — 25-е место (205 очков)
- 2002—2003 — 27-е место (192 очка)
- 2003—2004 — 32-е место (148 очков)
- 2004—2005 — 38-е место (122 очка)
- 2005—2006 — 41-е место (86 очков)
- 2008—2009 — 75-е место (41 очко)
- 2009—2010 — 57-е место (83 очка)